# Luis Garavito
Luis Alfredo Garavito Cubillos (født 25. januar 1957 i Génova, Quindío, Colombia, død 12. oktober 2023), også kendt som La Bestia ("Bæstet") eller "Tribilín" (spansk navn for Disney-figuren "Fedtmule") var en colombiansk voldtægtsforbryder og seriemorder. I 1999 tilstod han at have voldtaget og myrdet 147 unge drenge. Han er blevet beskrevet af et lokalt medie som "verdens værste seriemorder" på grund af det høje antal ofre.
Da han blev anholdt, stod Garavito til den maksimale straf i Colombia, som var 40 år. Da han tilstod sine forbrydelser og hjalp myndighederne med at finde ligene, tillod colombiansk lov ham at søge om specielle fordele, hvilket inkluderede en reduktion af hans dom til 22 år og muligvis en endnu tidligere løsladelse, hvis han hjalp yderligere og opførte sig godt. Colombiansk lov er senere blevet ændret, så den maksimale straf er øget til 60 år.

## Barndom
Garavito blev født den 25. januar 1957 i Génova, Quindío, Colombia. Han var den ældste af syv brødre og i sit vidnesbyrd har han beskrevet, hvordan han både blev fysisk og psykisk mishandlet samt seksuelt misbrugt af sin far.

## Mord
Garavitos ofre var fattige børn, bondebørn eller gadebørn mellem 8 og 16 år. Garavito nærmede sig dem på gaderne eller på landet og tilbød dem gaver eller en lille smule penge. Da de begyndte at stole på ham, tog han dem med ud på en gåtur, og når de blev trætte, ville han udnytte dem. Han voldtog dem, skar halsen over på dem og parterede ofte ligene. De fleste lig viste tegn på tortur.

## Dom
Garavito blev anholdt den 22. april 1999.
Efter sin anholdelse tilstod Garavito mordene på 140 børn. Han blev anklaget for 172 mord i mere end 59 byer i Colombia og fundet skyldig i 139 af dem. Formelt blev han idømt en kumulativ straf på 1853 år, men den maksimale tid, han kunne sidde i fængsel, var 40 år, og han fik derudover nedsat straffen til 22 år, fordi han var behjælpelig med opklaringen.

## Offentlig reaktion
Mens Garavito afsonede sin nedsatte dom, begyndte mange at kritisere muligheden tidligere løsladelse, idet nogen mente, at han fortjente enten fængsel på livstid eller dødstraf.
I 2006 blev Garavito interviewet af en lokal TV-vært ved navn Pirry - et interview, som blev udsendt den 11. juni. I denne TV-special nævnte Pirry, at morderen under interviewet havde prøvet at bagatellisere sine handlinger og udtrykt hensigt om at starte en politisk karriere for at hjælpe misbrugte børn. Pirry beskrev også Garavitos forhold i fængsel, og bemærkede også, at med god opførsel kunne Garavito højst sandsynligt søge om tidlig løsladelse inden 2009.
Efter Pirrys interview blev sendt, kritiserede flere og flere situation omkring Garavito, både i medierne og i politiske kredse. En efterfølgende jurdisk gennemgang af de sager, som han ikke havde tilstået i første omgang, fik det resultat, at han muligvis kunne dømmes separat og efterfølgende for disse, da de ikke var dækket af hans oprindelige dom.
I de efterfølgende år har der været stigende kritik i Colombia af, at Garavitos straf ikke er en tilstrækkelig straf for hans forbrydelser. Der var oprindeligt ingen mulighed i colombiansk lov for at forsinke Garavitos kommende løsladelse. I slutningen af 2006 blev Garavitos løsladelsessag gennemgået igen, og man vurderede, at hans dom kunne forlænges, og hans løsladelse dermed forsinkes, da der var forbrydelser, som han ikke havde tilstået i forbindelse med sin dom.